# Лажеш-ду-Піку
Ла́жеш-ду-Пі́ку (порт. Lajes do Pico; МФА: [ˈɫa.ʒɨʒ du ˈpi.ku], Ла́жиж-ду-Пі́ку) — муніципалітет і містечко в Португалії, в автономному регіоні Азорські острови. Розташований на острові Піку в Атлантичному океані, на теренах історичної португальської провінції Азори. Належить до Ангрської діоцезії Католицької церкви в Португалії. Права міського самоврядування має з 1501 року. Поділяється на 6 парафій.  Площа муніципалітету — 154,35 км², населення муніципалітету — 4711 ос. (2011); густота населення — 30,52 осіб/км²
. Патрон — Діва Марія. Святковий день муніципалітету — 29 червня. Поштовий індекс — 9930.  Код місцевої адміністративної одиниці — 2009. Складова статистичного регіону Азори.

## Назва
- Лажеш-даш-Піку (порт. Lajes das Pico, стара орфографія: порт. Lagens das Pico)

## Географія
Лажеш-ду-Піку розташований на Азорських островах в Атлантичному океані, на південному сході острова Піку.

## Історія
1501 року португальський король Мануел I надав Лажешу форал, яким визнав за поселенням статус містечка та муніципальні самоврядні права.

## Населення
| Кількість мешканців | Кількість мешканців | Кількість мешканців | Кількість мешканців | Кількість мешканців | Кількість мешканців | Кількість мешканців | Кількість мешканців | Кількість мешканців | Кількість мешканців | Кількість мешканців | Кількість мешканців | Кількість мешканців | Кількість мешканців | Кількість мешканців | Кількість мешканців |
| ------------------- | ------------------- | ------------------- | ------------------- | ------------------- | ------------------- | ------------------- | ------------------- | ------------------- | ------------------- | ------------------- | ------------------- | ------------------- | ------------------- | ------------------- | ------------------- |
| 1864                | 1878                | 1890                | 1900                | 1911                | 1920                | 1930                | 1940                | 1950                | 1960                | 1970                | 1981                | 1991                | 2001                | 2011                |                     |
| 10 976              | 11 811              | 10 146              | 9 371               | 8 325               | 7 457               | 7 796               | 8 168               | 8 539               | 8 186               | 6 605               | 5 828               | 5 563               | 5 041               | 4 711               |                     |